# گروه اعزامی کن-تیکی

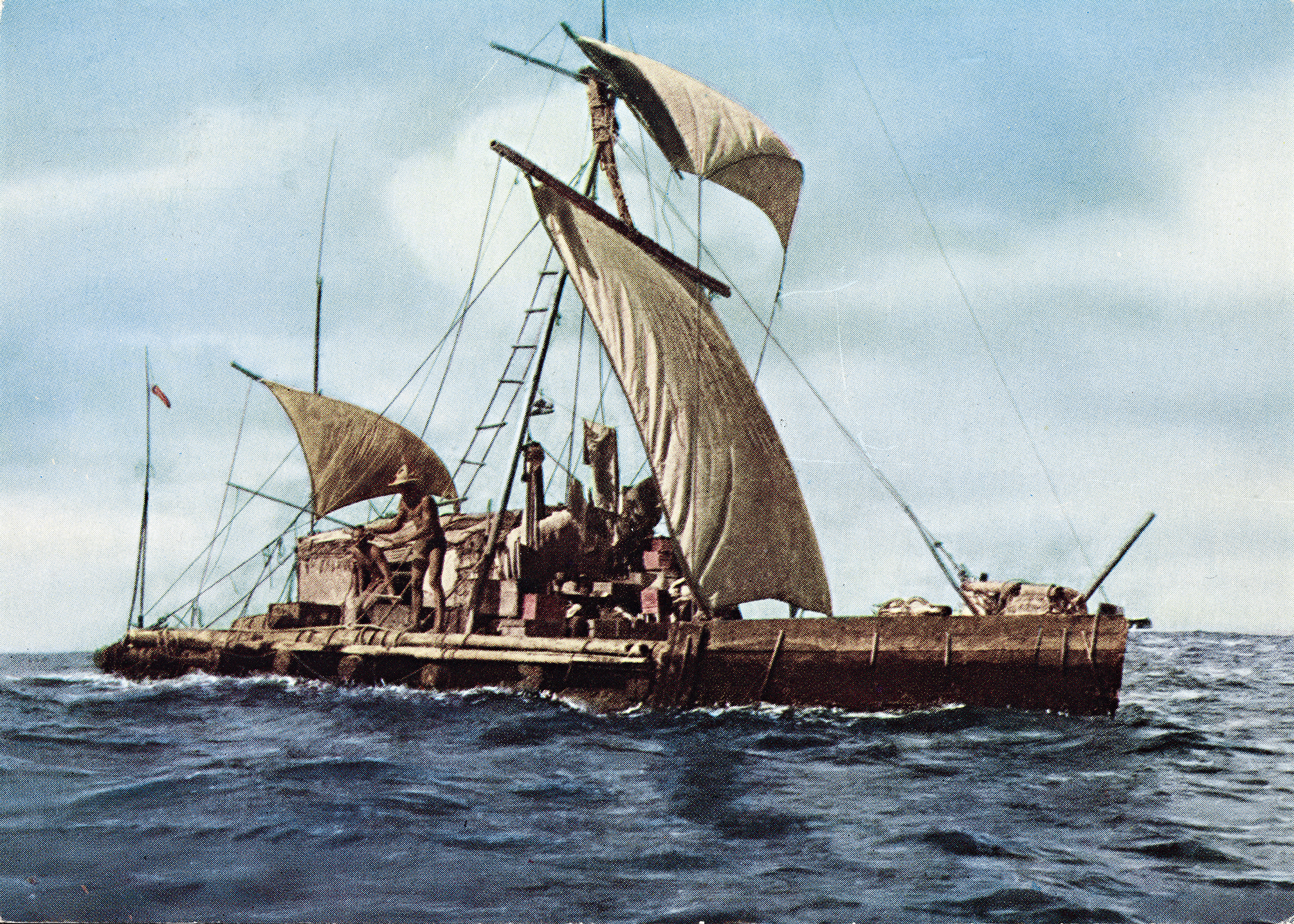
گروه اعزامی کون-تیکی

گروه اعزامی کن-تیکی (انگلیسی: Kon-Tiki expedition) یک مسافرتِ دریایی اکتشافی - ماجرایی به کمک یک کلک بود که در سال ۱۹۴۷ میلادی از آمریکای جنوبی آغاز و در نهایت به جزایر پولینزی ختم گردید. به تعبیری، این سفر در سراسر اقیانوس آرام امتداد داشت. رهبری این گروه بر عهدهٔ کاوشگر و نویسندهٔ نروژی، تور هایردال بود.